# Mao Chi-kuo
Mao Chi Kuo (Chino tradicional: 毛治國; Wade-Giles: Mao Chi-kuo; Pinyin: Máo Zhìguó, nacido el 4 de octubre de 1948 en Fenghua, República de China) es un político taiwanés. 
Fue Vice primer ministro de la República de China (2013-2014) y primer ministro de la República de China, tras la renuncia de Jiang Yi-hua, desde el 8 de diciembre de 2014 y hasta el 18 de enero de 2016.
| Predecesor: Jiang Yi-hua | Primer ministro de la República de China 2014 – 2016 | Sucesor: Chang San-cheng |

- Datos: Q6753581
- Multimedia: Mao Chi-kuo / Q6753581